# Entex Select-A-Game
Entex Select-a-game è una console portatile rilasciata nel 1981 da Entex Industries. Entex ha rilasciato sei giochi prima di ritirare dal mercato la console nel 1982, a favore dell'Entex Adventure Vision.

## Hardware
Il Select-a-Game utilizza un display fluorescente a vuoto (VFD) con 7 x 16 grandi pixel come display principale. Può visualizzare due colori, rosso e blu. Questi sono combinati con sovrapposizioni statiche per ogni gioco. Insieme formano il display. Il sistema è fondamentalmente un display e un controller per i giochi senza il microprocessore. Ogni cartuccia di gioco contiene un microprocessore già programmato con l'opportuno codice per il gioco. Sotto questo aspetto, è molto simile al concetto del sistema Microvision di Milton Bradley rilasciato qualche anno prima.
Il sistema può essere alimentato da quattro batterie C o da un alimentatore A/C esterno. L'alimentatore era disponibile solo per corrispondenza.

## Giochi
I giochi pubblicati per il sistema sono:
- Space Invader 2
- Basket 3
- Football 4
- Flipper
- Baseball 4
- Pacman 2

Altri due giochi, Battleship e Turtles, sono elencati su alcune confezioni delle cartucce e altro materiale, ma non sono mai stati pubblicati.
Space Invader 2 è fornito insieme alla console. Alla fine del 1981, Entex fu citata in giudizio da Coleco, che all'epoca deteneva i diritti di licenza per le versioni portatili di Pac-Man, per violazione del copyright sull'imminente rilascio di Pacman 2 . Il gioco è stato ritirato poco dopo il rilascio come parte dell'accordo. Per questo motivo, Pacman 2 è il gioco più raro rilasciato per il sistema. Le cartucce di gioco funzionano in modo molto simile alle loro controparti portatili (Entex ha realizzato alcuni giochi portatili come Space Invader 2, Basketball 3, Pacman 2, ecc.).